# 浦川町
浦川町（うらかわちょう）は静岡県の西部、豊田郡・磐田郡に属していた町である。
浜松市天竜区西部、飯田線沿線の愛知県境付近にあたる。本項では町制前の名称である浦川村（うらかわむら）についても述べる。

## 地理
- 山：登気野、白倉山、菖蒲根山
- 河川：天竜川、相川、下手瀬川

## 歴史
- 1889年（明治22年）4月1日 - 町村制の施行により、浦川村、川合村が合併して豊田郡浦川村が発足。
- 1896年（明治29年）4月1日 - 郡制の施行により所属郡が磐田郡に変更。
- 1936年（昭和11年）11月3日 - 浦川村が町制施行して浦川町となる。
- 1951年（昭和26年）7月15日 - 原田橋付近で国鉄バスが天竜川へ落下（天竜川バス転落事故）[1]。死者30人以上。
- 1956年（昭和31年）9月30日 - 佐久間村・山香村・城西村と合併して佐久間町が発足。同日浦川町廃止。
- 2005年（平成17年）7月1日 - 佐久間町が浜松市に編入。
- 2007年（平成19年）4月1日 - 浜松市が政令指定都市に移行し、旧村域が天竜区となる。

## 交通

### 鉄道路線
- 日本国有鉄道
  - 飯田線
    - 出馬駅 - 上市場駅 - 浦川駅 - 早瀬駅 - 下川合駅

### バス路線
- 国鉄バス・遠鉄バス 佐久間線